# الکس کورداز
الکس کرداز؛ (انگلیسی: Alex Cordaz ؛ زادهٔ ۱ ژانویهٔ ۱۹۸۳) یک بازیکن فوتبال اهل ایتالیا است.

## افتخارات

### باشگاهی
اسپتزیا
- سری سی(۱): ۰۵–۲۰۰۴

اینتر میلان
- جام حذفی فوتبال ایتالیا(۲): ۲۲–۲۰۲۱، ۲۳–۲۰۲۲
- سوپر جام فوتبال ایتالیا(۲): ۲۰۲۱، ۲۰۲۲
- لیگ قهرمانان اروپا: ۲۳–۲۰۲۲ (نایب قهرمان)